# Петриченко, Степан Максимович

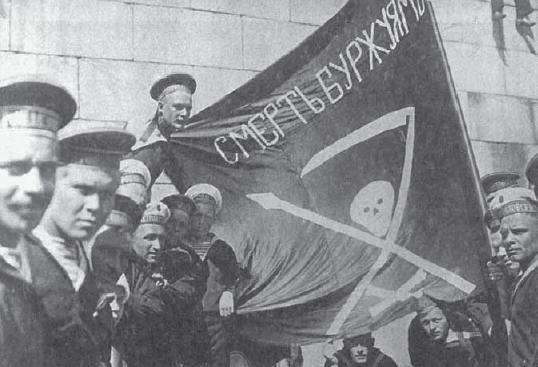
Революционные матросы линкора Петропавловск в Хельсинки, лето 1917 г.

Степа́н Макси́мович Петриче́нко (1892, деревня Никитенка, Жиздринский уезд, Калужская губерния, Российская империя — 2 июня 1947, РСФСР, СССР) — старший писарь линкора «Петропавловск», глава ВРК Кронштадтского восстания. Во время революции в России склонялся к анархо-коммунизму, как и другие моряки Балтфлота (см. также Дыбенко, Павел Ефимович), впоследствии советский разведчик-нелегал в Финляндии.

## Ранние годы
Родился в семье малоземельного крестьянина в деревне Никитенка Жиздринского уезда Калужской губернии. Через два года после его рождения семья переехала в г. Александровск (ныне Запорожье), где Степан окончил двухклассное городское училище и поступил на работу на местный металлургический завод металлистом. В 1913 году Петриченко был призван на военную службу на линкор «Петропавловск», входивший в состав Балтийского флота.

## Участие в Революции
Во время Февральской революции в России, находился с флотом на Эстонском острове Нарген (сейчас Найссаар). В декабре 1917 года здесь была провозглашена Советская республика матросов и строителей. Восемьдесят военных моряков и около двух сотен коренных островитян организовали местное самоуправление, просуществовавшее до захвата Таллина войсками кайзеровской Германии 26 февраля 1918 года.
При приближении немецких войск руководители Наргенской республики и большая часть матросов на кораблей эвакуировались в Кронштадт ввиду бессмысленности сопротивления немцам.
В Кронштадте Петриченко служил на линкоре «Петропавловск» и имел авторитет среди матросов, но по вопросу о заключении Брестского мира не поддержал большевиков. Позднее заявил о признании своей ошибки. В «партийную неделю» 1919 года вступил в РКП(б), но вскоре выбыл из партии в ходе перерегистрации. Возвратившись летом 1920 года с побывки в Александровске, хвалил махновщину, однако анархистом по убеждениям не стал.

## Кронштадтское восстание
В марте 1921 года с началом волнений в Кронштадте возглавил орган руководства восстанием — Временный революционный комитет, но политических талантов не проявил. Кронштадтцы требовали ликвидации «самодержавия коммунистов».
После подавления мятежа с тысячами его участников ушёл в Финляндию. Работал на лесопильных заводах, был плотником.

## Эмигрант

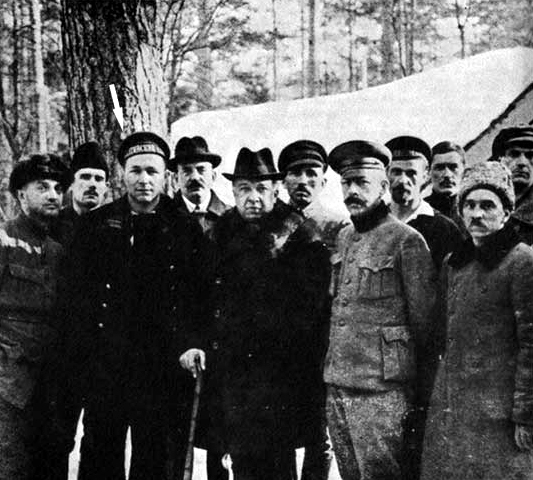
Степан Петриченко среди русских эмигрантов в Финляндии в 1921 году

В эмиграции авторитет Петриченко среди бывших участников восстания был высок. Он блокировал намерение белой эмиграции в Хельсинки направить кронштадтских «добровольцев» в Советскую Карелию для организации восстания, но помогал организовывать боевые отряды для отправки кронштадтцев в Петроград. Он призывал не подчиняться приказу генерала Врангеля о включении отряда бывших кронштадтцев в армию, находящуюся в Турции. Когда в начале 1922 года постановлением ВЦИК рядовым участникам восстания была объявлена амнистия, он не чинил препятствий желающим вернуться на родину и сам решил просить разрешения вернуться, о чём держал совет с другими бывшими членами Ревкома. Вскоре полицмейстеру Выборга поступил донос о «гнусном замысле» Петриченко, в результате чего 21 мая 1922 года он был арестован и несколько месяцев провёл в тюрьме.

## Агент
После освобождения из тюрьмы Работал на лесопильных заводах, был плотником. В 1922 году Петриченко поехал в Ригу и посетил полпредство РСФСР. Там его завербовали в агенты ГПУ, и он стал агентом Разведупра РККА в Финляндии. В публикации журнала «Власть» 2011 года с опорой на документы сообщалось, что «Петриченко тайный агент Чрезвычайной Комиссии Петроградской губернии» ещё с начала 1921 года.
В августе 1927 года Петриченко вновь приехал в Ригу и в советском полпредстве подал заявление на имя Калинина с просьбой вернуть советское гражданство и разрешить выехать в СССР. В 1927 году Петриченко выезжал через Латвию в СССР. Возвратившись в Финляндию, устроился на целлюлозную фабрику в городе Кеми, где работал до 1931 года. Был уволен с фабрики по сокращению штатов и переехал жить в Хельсинки. В 1937 году заявил об отказе сотрудничества с советской разведкой, однако затем снова согласился продолжить работу. С началом Второй мировой войны деятельность Петриченко была переориентирована на освещение военных приготовлений Германии и её союзников. От Петриченко было получено несколько важных сообщений о подготовке Германии к войне против СССР.
После начала войны в 1941 году Петриченко был интернирован, а затем арестован финскими властями.

## Арест и гибель
25 сентября 1944 года на основании соглашения о перемирии между СССР, Великобританией и Финляндией Петриченко был освобождён и продолжил жить в Финляндии. Но 21 апреля 1945 года вновь арестован и отправлен в СССР, в составе группы лиц, известных как узники Лейно. 24 апреля арестован органами ГУКР СМЕРШ. Следствие по делу Петриченко вёл старший следователь контрразведки СМЕРШ капитан Новоселов. По указанию главного военного прокурора Лозинского, дело было передано в Особое совещание НКВД СССР, где было рассмотрено без присутствия обвинения и защиты. Приговор, вынесенный 17 ноября 1945 года, гласил:

Петриченко Степана Максимовича за участие в контрреволюционной террористической организации и принадлежность к финской разведке заключить в исправительно-трудовой лагерь сроком на 10 лет, считая срок с 24 апреля 1945 года.
Умер Степан Петриченко 2 июня 1947 года во время этапирования его из Соликамского лагеря во Владимирскую тюрьму.

## Мемуары
- Петриченко С. Правда о кронштадтских событиях. — Прага, 1921.